# I Kill You
I Kill You è l'album in studio d'esordio del rapper italiano Lanz Khan, pubblicato per l'etichetta Bullz Records.

## Il disco
La copertina dell'album vede raffigurato il Bacco di Caravaggio. Tale album è stato peraltro il primo progetto su cui l'etichetta di Yazee e Oscar White ha deciso di puntare.

## Tracce
1. I Kill You – 2:48
2. Alcatraz – 2:59
3. Doom Rap (feat. Don G Tepes, Zin AK Bes) – 4:15
4. Strofe d'amore (feat. Don G Tepes, Cianuro) – 4:12
5. In My Church (feat. Jangy Leeon, Joseph Black) – 3:59
6. Sangue freddo – 3:18
7. Il viale dei cipressi – 3:59
8. Zanne di cinghiale (feat. Don G Tepes, Truman Simbio) – 4:21
9. Kameido Umeyashiki (feat. Fadhamat, Jad) – 4:17
10. Rochefort (feat. Istoman) – 3:02
11. Buio (feat. Il Profeta) – 3:08
12. Tulipani – 3:03
13. Petali di rosa liquidi – 1:31

## Formazione

### Musicisti
- Lanz Khan – voce
- Don G Tepes – voce aggiuntiva (tracce 3, 4, 9)
- Zin AK Bes – voce aggiuntiva (traccia 3)
- Cianuro – voce aggiuntiva (traccia 4)
- Jangy Leeon – voce aggiuntiva (traccia 5)
- Joseph Black – voce aggiuntiva (traccia 5)
- Dave Requiem – voce aggiuntiva (traccia 9)
- Truman Simbio – voce aggiuntiva (traccia 9)
- Fadhamat – voce aggiuntiva (traccia 11)
- Jad – voce aggiuntiva (traccia 11)
- Istoman – voce aggiuntiva (traccia 12)
- Il Profeta – voce aggiuntiva (traccia 13)
- Truman Simbio – voce aggiuntiva (traccia 9)

### Produzione
- Wesh – produzione
- DJ Jad – scratch (traccia 1)
- DJ Vinnyl – scratch (traccia 3)
- DJ Wza – scratch (traccia 5, 8, 10)
- DJ Rash – scratch (traccia 9)